# Heleioporus australiacus
Heleioporus australiacus és una espècie de granota que viu a Austràlia.